# Vulkan (API)
Vulkan – zunächst Next Generation OpenGL oder glNext genannt – bezeichnet eine Computergrafik-Programmierschnittstelle, die quelloffen ist und auf die Entwicklung plattformübergreifender Anwendungen mit dem Schwerpunkt auf 2D- und 3D-Grafik zielt. Mit der Arbeit an der Schnittstelle wird mehr Rechenleistung durch hardwarenähere Programmierung als bei OpenGL erzielt. Dies entspricht einem geringeren Abstraktionsgrad der Schnittstelle. Auf diese Weise sollte der für OpenGL notwendige Treiberüberbau reduziert werden.

## Eigenschaften
Vulkan ist abgeleitet von AMD Mantle; das 2019 zugunsten Vulkans eingestellt wurde. Zu den wesentlichen Anforderungen an Vulkan gehörte, die Trennung von OpenGL für den Desktop und OpenGL ES für eingebettete und mobile Systeme wieder zusammenzuführen. Vulkan soll den Treiber-Overhead reduzieren, indem es deutlich hardwarenäher als OpenGL ist.
Das neue Design berücksichtigt dabei auch Mehrprozessorsysteme besser, die auch bei Smartphone-Plattformen dominierend wurden. Während OpenGL4 und Direct3D grundsätzlich nur eine Engine mit einem globalen Zustand hatten, die Berechnungen auf die GPU auslagern konnte, hat man bei Vulkan den Zustand an die Objekte gebunden, und erwartet einen Command Buffer zur GPU, der die Berechnungen beschreibt. Eine multi-threaded Implementation ist hier üblich, die mit gemeinsamen Speicherpuffern und Synchronisationswerten unterstützt werden. Dies erfordert allerdings vom API-Nutzer einen höheren Initialisierungsaufwand, und Fehler in der Command-Ausführung werden nicht direkt ans Hauptprogramm zurückgemeldet.
Für Entwickler bietet Vulkan den Vorteil, dass viele Details kontrollierbar sind, die bei OpenGL vom Treiber erledigt werden. Verglichen mit OpenGL bedeutet das aber auch, dass der initiale Aufwand höher ist, da man sich um diese Details zwingend kümmern muss. Das Hallo-Welt-Programm der Computergrafik, ein buntes Dreieck, benötigt in Vulkan mehr als 1000 Codezeilen, während es in OpenGL in ca. 100 Zeilen machbar ist.
Vulkan bietet Unterstützung für SPIR-V als plattformübergreifende Zwischensprache für OpenCL und GLSL. Mit GLAVE existiert seit 2015 auch ein Debugger.

### Vulkan 1.0
Am 16. Februar 2016 wurde die Version 1.0 veröffentlicht und zudem unter anderem bereits Unterstützung für das Display-Server-Protokoll Wayland aufgenommen.

### Vulkan 1.1
Zu den wesentlichen Anforderungen von 1.1 gehört die Unterstützung von Mehrfach-GPU Systemen, wie sie bei Direct3D 12 gerade neu 2016 umgesetzt waren. Dabei geht es häufig darum, einen GPU-Core, der auf einem Hauptprozessor integriert ist, auch dann zu nutzen, wenn man eine eigene Grafikkarte im System hat.
Die im Januar 2018 vorgestellte Umsetzung ermöglicht entsprechend mehr Shader-Varianten und genauere Synchronisation. Zusätzlich bringt es eine bessere Unterstützung für Raytracing-Berechnungen, einschließlich Kompatibilität mit der entsprechenden DirectX 12 Schnittstelle. Die Definition für SPIR-V wird auf Version 1.3 angehoben.

### Vulkan 1.2
Die im Januar 2020 vorgestellte Version 1.2 zeigt vor allem die Integration von weit verbreiteten Erweiterungen der Integratoren in den Standard. Insbesondere die Definition von Speicherpuffern und Synchronisationsmöglichen für den multi-threaded Betrieb wurden verfeinert. Zur Erleichterung der Einbindung in GUI-Frameworks wurden genaue Festlegungen für Grafikpuffer geschaffen, die flache Objekte beschreiben.

### Vulkan 1.3
Version 1.3 wurde am 25. Januar 2022 veröffentlicht. Für das dritte Major Update wurden 23 gebräuchliche Extensions in den Standard aufgenommen. Bei Vulkan 1.3 konzentrierte man sich darauf, die Fragmentierung zu reduzieren, indem man neue Features nicht optional, sondern verpflichtend für Geräte kennzeichnete, die als geeignet für Vulkan 1.3 gelten sollen. Zu den neuen Features gehören Dynamic Rendering, Additional Dynamic State, eine verbesserte Synchronisations-API und Geräteprofile.
Die noch in der Entwicklung befindliche nächste Version soll mit der OpenCL-Schnittstelle zusammengeführt werden. Schon 2019 hatte man dazu demonstriert, wie OpenCL Treiber die Berechnungen an die Vulkan-Implementation durchreichen.

### In Planung
Mit dem Release von OpenCL 2.2 kündigte die Khronos Group an, dass OpenCL womöglich mit Vulkan konvergieren werde, um OpenCL-Software über beide APIs ausführbar zu machen. Ein Beispiel hierfür ist Adobes Premiere Rush, welches den clspv-Open-Source-Compiler nutzt, um beachtliche Teile des OpenCL-C-Kernel-Codes auf einer Vulkan-Runtime auf Android-Geräten auszuführen.

## Unterstützung
Mindestanforderungen um Vulkan-Treiber zu entwickeln, sind OpenGL 4.x und OpenGL ES 3.1. Dazu sollte eine hohe Rechenleistung vorhanden sein.
AMDunterstützt Vulkan 1.0 deshalb auf allen CPUs (von AMD APU getauft) und Grafikprozessoren mit GCN-Architektur. Vulkan 1.2 wird ab GCN ab der 2. Generation (1.2+) unterstützt.
NVIDIAunterstützt Vulkan 1.0 und 1.1 ab Compute Capability 3 (Architekturen: Kepler, Maxwell und Pascal, jedoch nicht die älteren Tesla und Fermi). Vollständige Vulkan 1.2 Unterstützung ab der Maxwell Architektur.
Intelunterstützt zur Zeit ab der 6. Core-Generation (Skylake) Vulkan 1.2, unter Linux mit Mesa 3D zusätzlich Vulkan 1.0 ab der 3. (Ivy Bridge) und Vulkan 1.1 ab der 5. Core-Generation (Broadwell).
ARMIm Android-ARM-Bereich unterstützen einige Hersteller Vulkan 1.0 und auch Vulkan 1.1 für Android 8. Für den Raspberry Pi 4 ist seit Ende November 2020 ein Treiber für Vulkan 1.0 verfügbar. Seit August 2022 unterstützt der Treiber Vulkan 1.2.

## Verwendung
Neben der bereits portierten Serious Engine, die mit The Talos Principle die erste Anwendung Vulkans war, wird auch die Source-2-Engine die Vulkan-API unterstützen. Das Spiel Dota 2, das die Source-2-Engine verwendet, unterstützt seit Mai 2016 die Vulkan-API. Das im Mai 2016 veröffentlichte Doom bekam einen Monat später die Vulkan-Unterstützung. Außerdem benutzte id Tech 7, die Spiele-Engine des 2020 veröffentlichten Doom Eternal, exklusiv Vulkan. Für weitere Spiele, wie beispielsweise Star Citizen, ist eine Unterstützung oder der Wechsel angekündigt.
Auch weit verbreitete Engines bieten inzwischen Vulkan-Support an: Die Spiel-Engine Unity bietet ab der Version 5.6 seit April 2017 Unterstützung für Vulkan, die Unreal Engine 4 bietet Vulkan-Support für Android-Anwendungen und die Spiel-Engine Godot unterstützt ab Version 4.0 Vulkan.